# كادالسو
بلدية كادالسو (بالإسبانية: Cadalso)‏، هي بلدية تقع في مقاطعة قصرش والتي تقع في منطقة إكستريمادورا، غرب إسبانيا.
يبلغ عدد سكانها 580 نسمة وفقاً لإحصائية سنة (2002).